# 大岡博華
大岡 博華（おおおか ひろか、1983年2月21日 - ）は、日本の卓球選手。
中国からの帰化選手であり、中国名は孫博。北京市出身。仙台育英高校-大正大学卒業。アスモ所属。
高校1年の頃、来日。2008年8月25日に日本国籍を取得。

## 戦歴
- 2003年
  - 第70回全日本大学総合卓球選手権大会個人の部 女子シングルス 優勝、女子ダブルス 優勝（大畑奈保子ペア）
- 2004年
  - 平成15年度全日本学生選抜大会シングルス優勝
  - 同女子ダブルス優勝
- 2005年
  - 平成16年度全日本学生選抜大会シングルス優勝
  - 東京選手権大会シングルス2位
  - 同女子ダブルス：3位
  - 関東学生選手権シングルス優勝
- 2006年
  - 平成17年度関東学生選手権シングルス優勝
  - 全日本学生選抜大会シングルス優勝
- 2007年
  - 平成18年度東京選手権大会シングルス優勝
  - 同女子ダブルス2位
  - 全日本学生選抜大会シングルス優勝
  - 関東学生選手権大会シングルス2位
  - 同女子ダブルス7位
- 2008年
  - 平成20年度前期日本卓球リーグ所沢本大会新人賞